# 107 Dywizja Strzelecka (ZSRR)
107 Dywizja Strzelecka (ros. 107-я стрелковая дивизия) – związek taktyczny (dywizja) Armii Czerwonej z okresu II wojny światowej.
W 1945 roku razem z 9 Dywizją Strzelecką i 302 Dywizją Strzelecką wchodziła w skład 28 Korpusu Strzeleckiego. W czasie walk na ziemiach polskich 107 DS dowodził płk Wasilij Pietrenko. Dywizja uczestniczyła w ofensywie Armii Czerwonej rozpoczętej 12 stycznia 1945 roku, biorąc udział m.in. w przełamaniu niemieckich fortyfikacji Stellung a2.

## Dowódcy dywizji
- pułkownik Pawieł Mironow (19.08.1939 - 26.09.1941)
- Dmitrij Dremin (01.04.1942 - 30.11.1942)
- gen. mjr Piotr Bieżko (30.11.1942 - 14.06.1944)
- Wasilij Pietrienko (01.06.1944 - 31.07.1945)[4].

## Struktura organizacyjna
- 504 Pułk Strzelecki
- 516 Pułk Strzelecki
- 522 Pułk Strzelecki
- 1032 Pułk Artylerii[5].